# Brenthia
Brenthia är ett släkte av fjärilar. Brenthia ingår i familjen gnidmalar.

## Bildgalleri

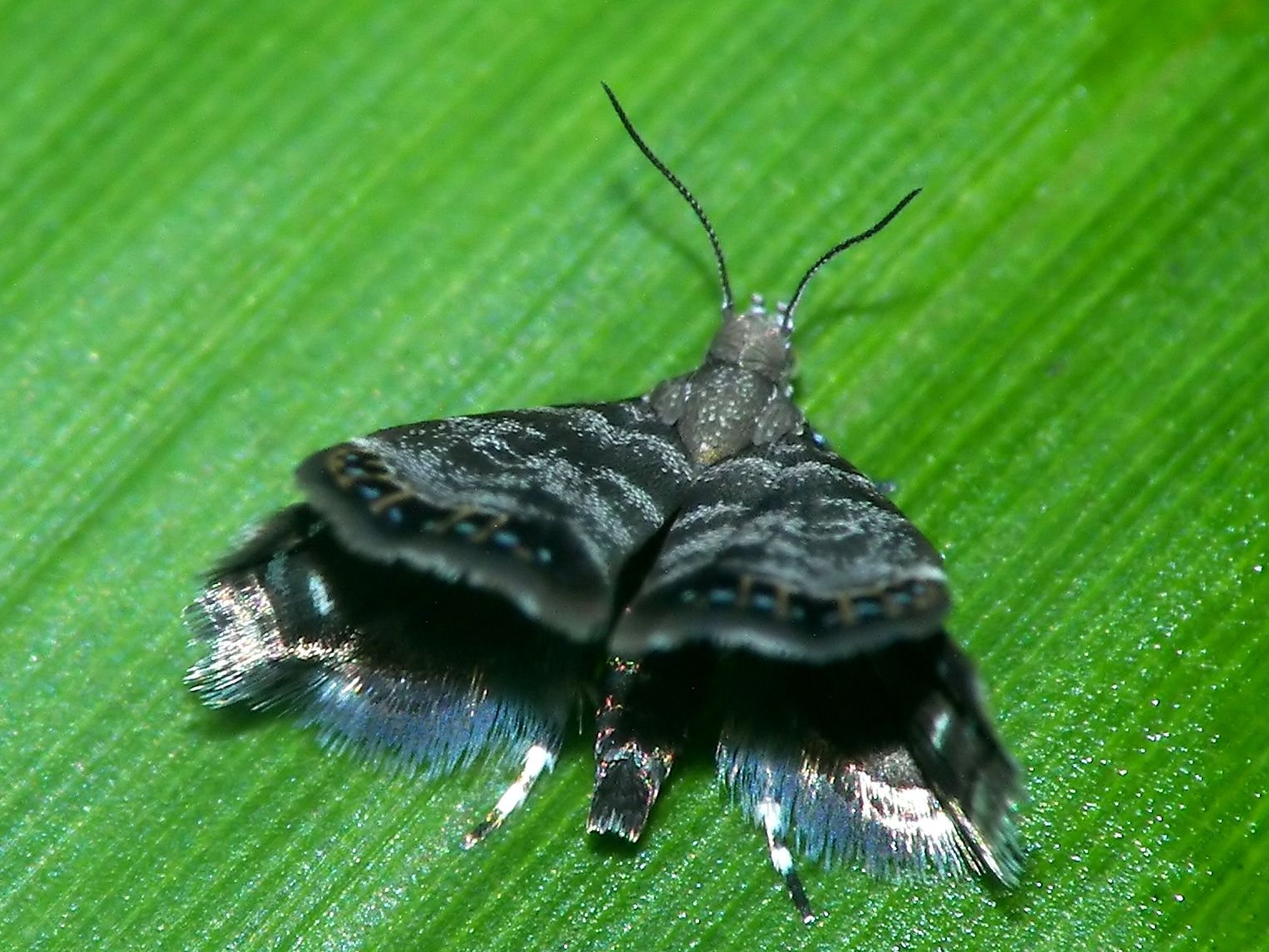
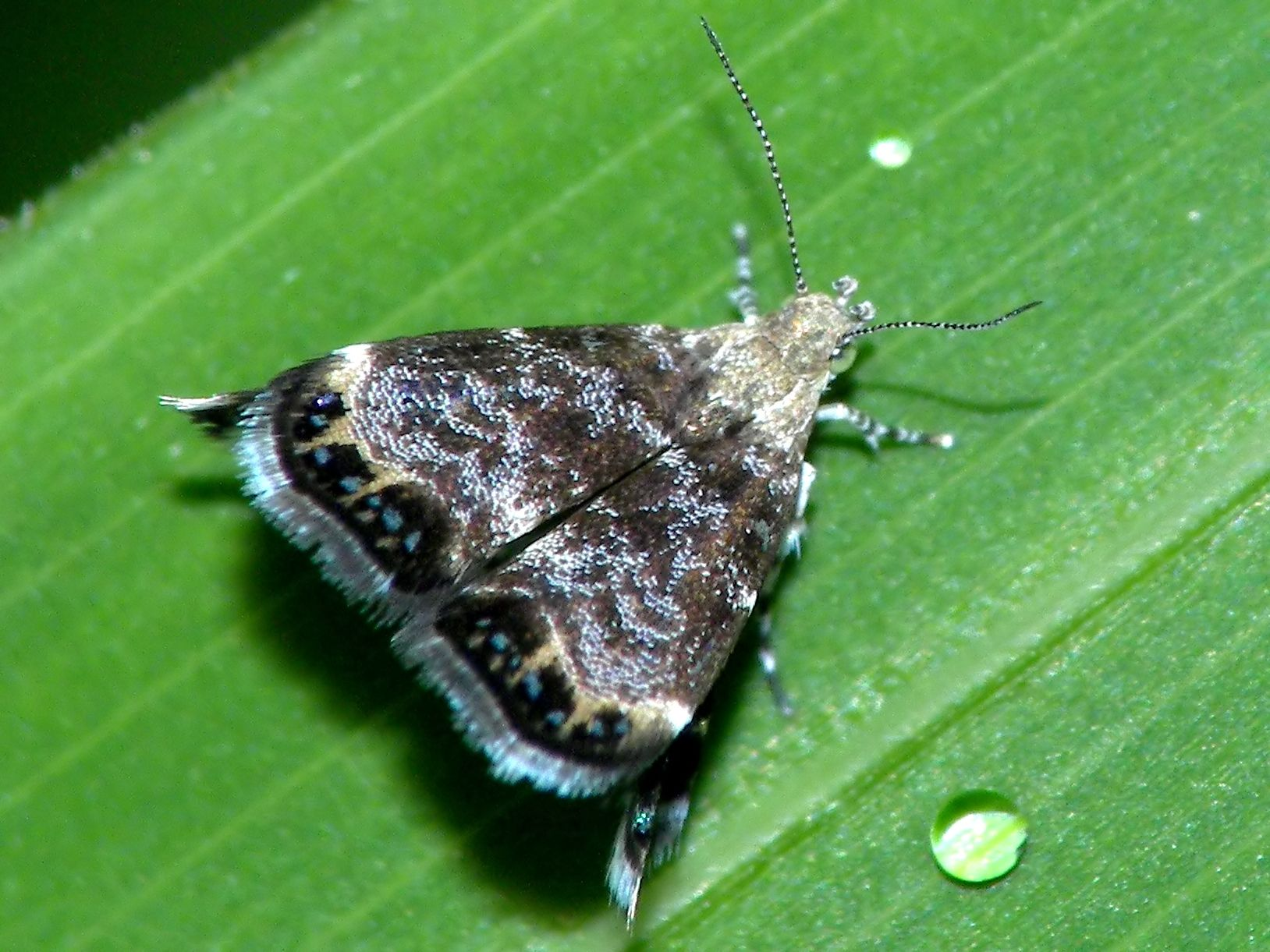

## Dottertaxa tillBrenthia, i alfabetisk ordning[1]
- Brenthia acmogramma
- Brenthia albimaculana
- Brenthia amatana
- Brenthia anisopa
- Brenthia ardens
- Brenthia bicaudella
- Brenthia buthusalis
- Brenthia caelicola
- Brenthia carola
- Brenthia catenata
- Brenthia ceutholychna
- Brenthia confluxana
- Brenthia coronigera
- Brenthia cyanastra
- Brenthia cyanaula
- Brenthia dendronympha
- Brenthia depulsana
- Brenthia dicentrota
- Brenthia diplotaphra
- Brenthia elachista
- Brenthia elatella
- Brenthia entoma
- Brenthia episotras
- Brenthia eriopis
- Brenthia excusana
- Brenthia formosensis
- Brenthia gamicopis
- Brenthia gregori
- Brenthia harmonica
- Brenthia hecataea
- Brenthia heptacosma
- Brenthia hexaselena
- Brenthia hypocalla
- Brenthia leptocosma
- Brenthia leucatoma
- Brenthia lithocrossa
- Brenthia logistis
- Brenthia luminifera
- Brenthia malachitis
- Brenthia melodica
- Brenthia monolychna
- Brenthia nephelosema
- Brenthia ocellata
- Brenthia octogemmifera
- Brenthia ocularis
- Brenthia pampoecila
- Brenthia paranympha
- Brenthia pavonacella
- Brenthia pileae
- Brenthia pleiadopa
- Brenthia quadriforella
- Brenthia salaconia
- Brenthia salinata
- Brenthia sapindella
- Brenthia spintheritis
- Brenthia stenorma
- Brenthia stimulans
- Brenthia strophalora
- Brenthia stylophora
- Brenthia suavis
- Brenthia tetartodipla
- Brenthia thoracosema
- Brenthia trilampas
- Brenthia trilitha
- Brenthia trimachaera
- Brenthia virginalis
- Brenthia yaeyamae